# Universidad Católica de Eichstaett-Ingolstadt
La Universidad Católica Eichstätt-Ingolstadt (KU), Katholische Universität Eichstätt-Ingolstadt en alemán, es la única universidad católica en los países de habla alemana. Actualmente (semestre de invierno 2021/22) cuenta con 5.033 estudiantes, de los cuales 840 son estudiantes de nivel técnico (Fachhochschule). La KU es una universidad pequeña, sin embargo es la universidad privada más grande de Alemania. El campus principal está situado en Altmühltal, un parque natural del sur de Alemania. Tiene otro campus en Ingolstadt, una de las ciudades económicamente más exitosas de Alemania.

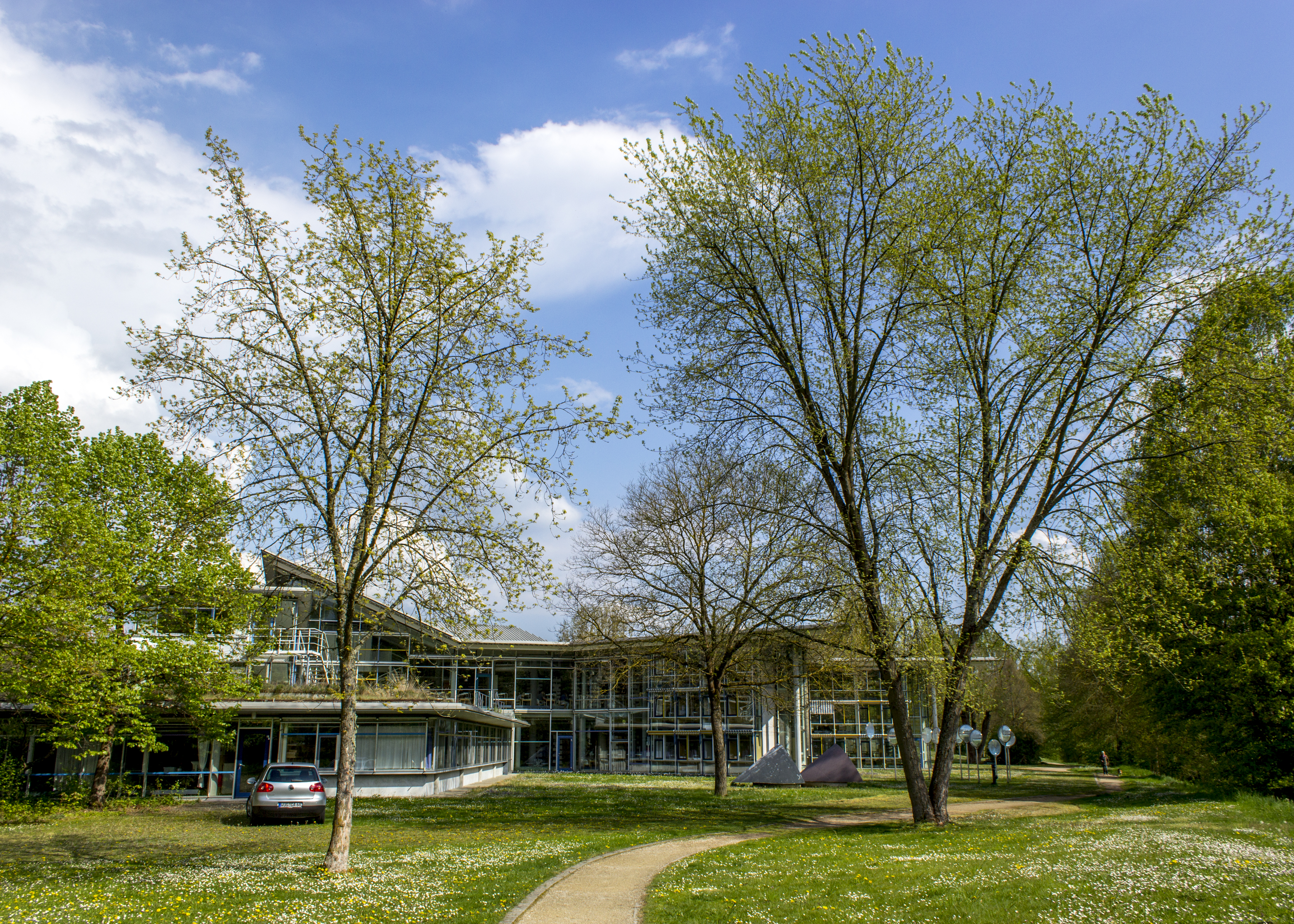
Biblioteca principal de la Universidad Católica de Eichstätt-Ingolstadt, Alemania.

## Estatutos
La KU es una universidad fundada bajo el derecho papal (aunque la mayor parte de su financiación proviene del estado alemán). El soporte de la KU es la conferencia de obispos de Baviera, Alemania. El actual obispo de Eichstätt es el Rector de la universidad. Para la ciencia y la investigación rigen las mismas reglas que en las universidades estatales. Una diferencia que destaca a la KU de las universidades estatales es la ética de esta universidad. La constitución apostólica dejada por el papa Juan Pablo II rige:
“La universidad católica está inmersa como cualquier otra universidad en la sociedad humana, para dar siempre un mejor servicio a la Iglesia, es llamada (libremente de acuerdo con sus capacidades) para ser un instrumento con impacto en el avance cultural para el individuo así como para la sociedad.
Las actividades de investigación deben ser el estudio de problemas complicados de nuestros tiempos, como por ejemplo, la dignidad de la vida humana, el fomento del derecho para todos, la calidad de vida de la persona y de la familia, el cuidado de la naturaleza, la búsqueda de la paz y la estabilidad política, la repartición justa de los bienes del mundo y nuevos caminos económicos y de orden político, para que así, sirva al bien en general de las naciones individualmente y a la sociedad en general. La investigación universitaria tendrá así como objetivos, las raíces y las consecuencias de los problemas de nuestros tiempos, bajo la atención sobre todo, de la ética y las dimensiones religiosas como razón para la investigación”.

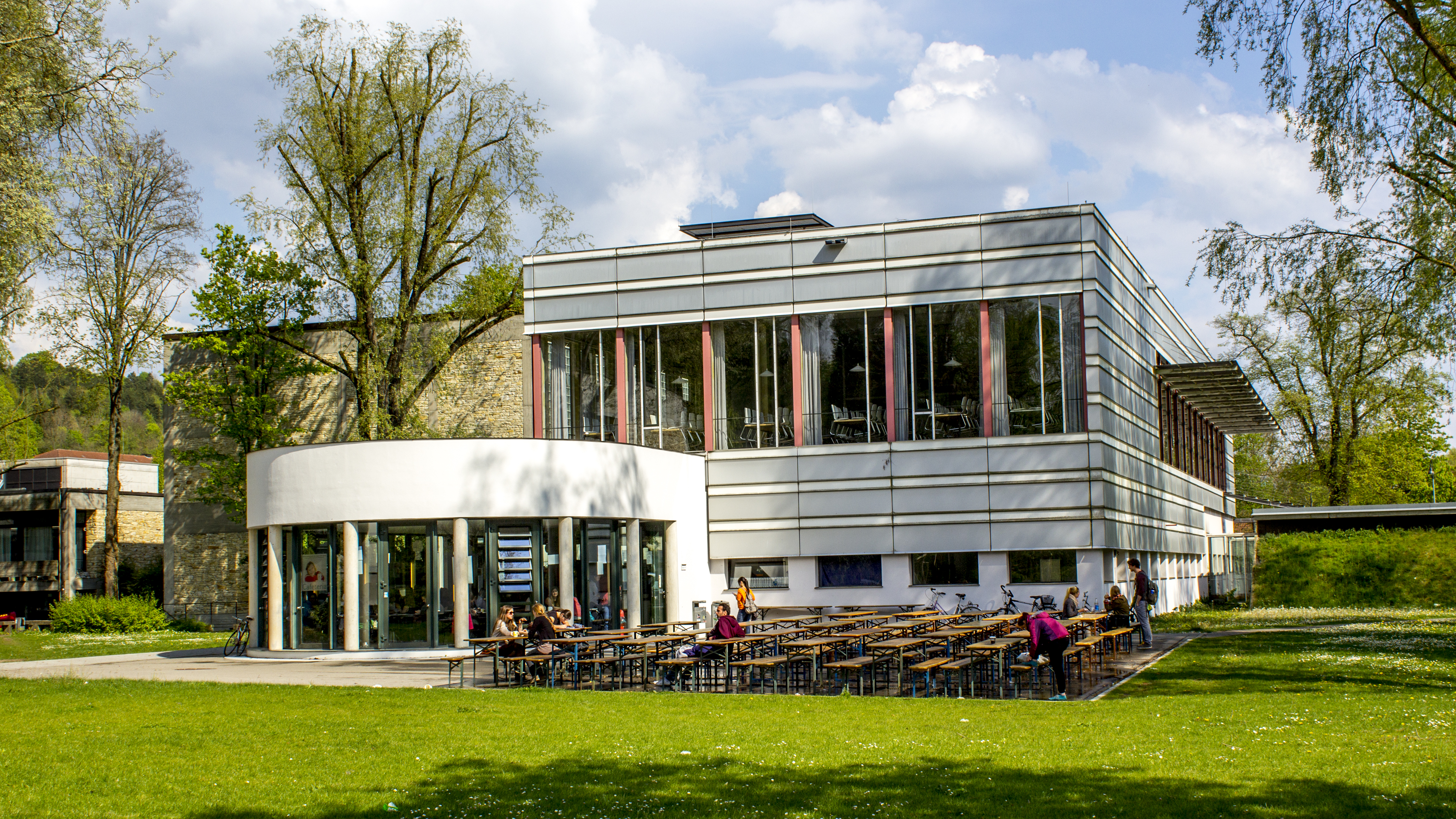
Comedor universitario de la Universidad Católica de Eichstätt-Ingolstadt

## Historia
La universidad católica (KU) Eichstätt fue reconocida en 1980 a través de la unión de la escuela de pedagogía y la escuela de filosofía-teología por la Santa Sede. El papa Benedicto XVI recibió el doctorado "honoris-causa" de esta universidad.

## Facultades
- Facultad de teología
- Facultad de filosofía y didáctica
- Facultad de lenguas y literatura
- Facultad de historia y ciencias sociales
- Facultad de matemática y geografía
- Facultad de ciencias económicas Ingolstadt
- Facultad de pedagogía de la religión y educación eclesiástica (nivel técnico) (FH)
- Facultad de trabajo social (nivel técnico) (FH)

### Titulaciones académicas
- Estudios de lengua y literatura Inglesa
- Arqueología
- Ciencias del trabajo
- Negocios internacionales
- Educación de los adultos
- Estudios Europeos
- Geografía y turismo
- Estudios de lengua y literatura alemana
- Historia
- Didáctica para la escuela primaria y secundaria
- Informática
- Periodismo
- Arte e historia del Arte
- Latín
- Matemáticas
- Música
- Pedagogía
- Estudios de la lengua y literatura de España y Latinoamérica
- Filosofía
- Ciencias políticas
- Psicología
- Didáctica de la religión
- Estudios de la lengua y literatura de las lenguas romances
- Psicología para estudiantes
- Trabajo social
- Sociología
- Deporte
- Teología
- Etnología europea
- Matemáticas financieras
- Publicidad Intercultural (Máster de titulación doble en cooperación con la Universidad Åbo Akademi en Finlandia)[2]

## Intercambios académicos
La universidad católica KU tiene convenio con diversas universidades alrededor del mundo, entre ellas las principales son:
- Pontificia Universidad Católica de Río de Janeiro
- Pontificia Universidad Católica de São Paulo
- Pontificia Universidad Javeriana
- E.U. Diocesana de Magisterio "La Inmaculada"(adscrita a la Universidad de Granada)
- Universidad CEU San Pablo
- Pontificia Universidad Católica de Chile
- Universidad de Santiago de Chile
- Universidad de Costa Rica
- Instituto Tecnológico y de Estudios Superiores de Occidente
- Universidad Iberoamericana Puebla
- Universidad Complutense de Madrid
- Universidad del Valle de Atemajac